# Вогельгрюн
Вогельгрю́н (фр. Vogelgrun) — коммуна на северо-востоке Франции в регионе Гранд-Эст (бывший Эльзас — Шампань — Арденны — Лотарингия), департамент Верхний Рейн, округ Кольмар — Рибовилле, кантон Энсисем. До марта 2015 года коммуна административно входила в состав упразднённого кантона Нёф-Бризак (округ Кольмар).
Площадь коммуны — 5,03 км², население — 589 человек (2006) с выраженной тенденцией к росту: 656 человек (2012), плотность населения — 130,4 чел/км².

## Население
Численность населения коммуны в 2011 году составляла 645 человек, а в 2012 году — 656 человек.
| 1962 | 1968 | 1975 | 1982 | 1990 | 1999 | 2006 | 2008 | 2011 | 2012 |
| ---- | ---- | ---- | ---- | ---- | ---- | ---- | ---- | ---- | ---- |
| 144  | 155  | 397  | 420  | 415  | 519  | 589  | 609  | 645  | 656  |

Динамика населения:

## Экономика
В 2010 году из 422 человек трудоспособного возраста (от 15 до 64 лет) 325 были экономически активными, 97 — неактивными (показатель активности 77,0 %, в 1999 году — 70,7 %). Из 325 активных трудоспособных жителей работали 305 человек (164 мужчины и 141 женщина), 20 числились безработными (9 мужчин и 11 женщин). Среди 97 трудоспособных неактивных граждан 32 были учениками либо студентами, 30 — пенсионерами, а ещё 35 — были неактивны в силу других причин.
На протяжении 2011 года в коммуне числилось 248 облагаемых налогом домохозяйств, в которых проживало 622 человека. При этом медиана доходов составила 21826 евро на одного налогоплательщика.

## Достопримечательности (фотогалерея)

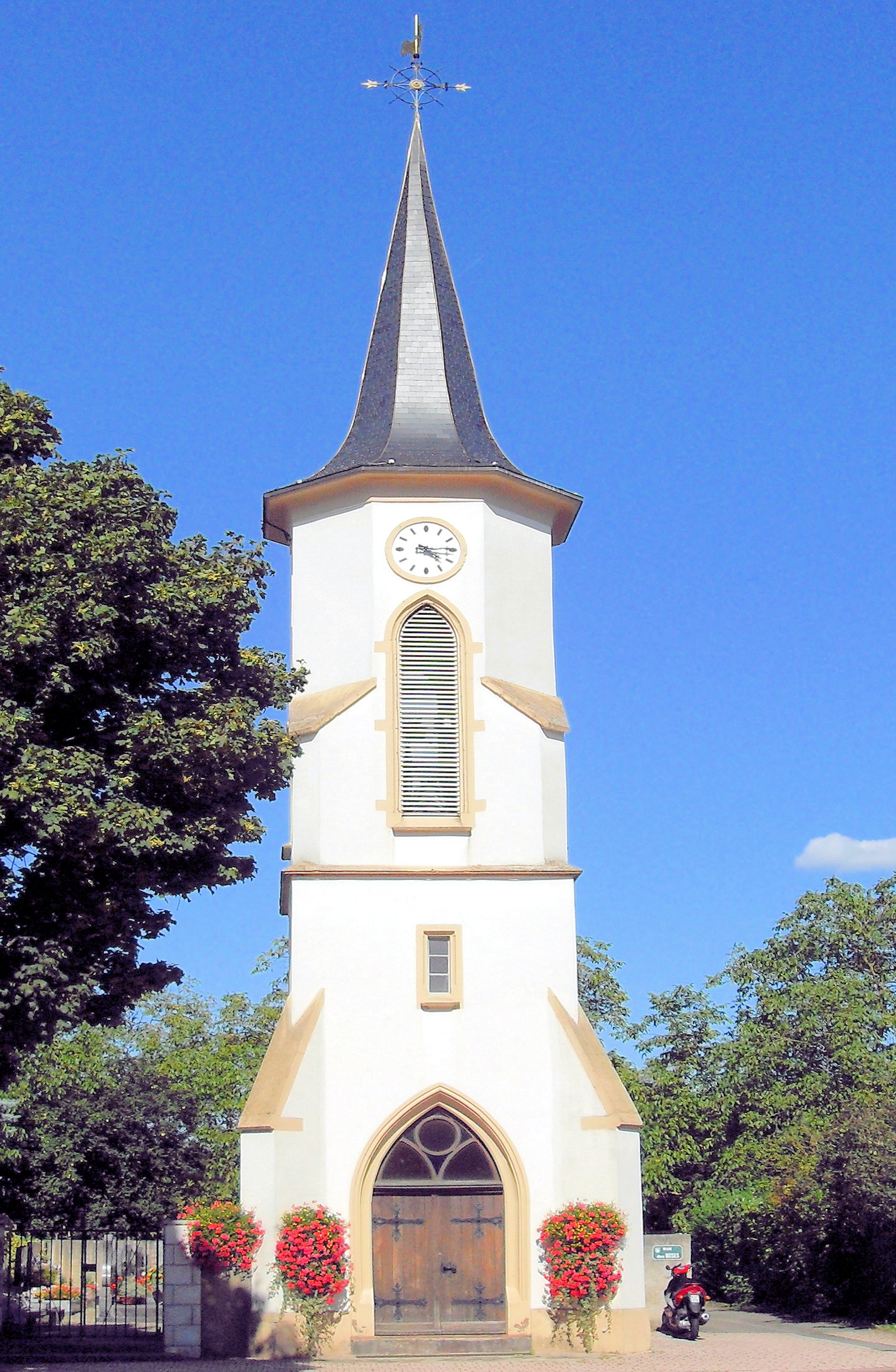
Церковь